# Listă de lucrări cyberpunk
Cyberpunk-ul este un subgen al științifico-fantasticului care are loc într-un cadru futurist care tinde să se concentreze asupra unei „combinații de societăți decăzute și de înaltă tehnologie”, care prezintă progrese tehnologice și științifice avansate, cum ar fi inteligența artificială și cibernetica, care sunt juxtapuse cu o ordine socială degradată sau radicală. Motivația unei asemenea rupturi de un mediu ficțional profund realist, din perioada anilor 1950, apare din necesitatea confruntării cu un fenomen masiv de pierdere a individualității în cadrul societății de consum.
Universul creat în lucrările cyberpunk se află într-un viitor apropiat, în care societatea a decăzut foarte mult. Lume pare a fi locuită numai de delicvenți, drogați, ucigași, toți aceștia ducându-și viața prin metropole uriașe, cu atmosferă artificială și cer din neon, în căutarea plăcerilor clipei care vine. În acest univers cu tehnologii sofisticate, cu prezențe cât mai frecvente ale traficanților de organe umane și ale drogaților cu imagine, singura lume accesibilă, ieftină și care oferă plăceri de neimaginat este aceea a virtualității.
Postcyberpunk-ul este un gen al științifico-fantastic-ului care a apărut ca urmare a cyberpunk-ului. Ca și predecesorul său, postcyberpunk-ul își concentrează atenția la evoluțiile tehnologice în cadrul societăților din viitorul apropiat. În lucrările postcyberpunk sunt examinate frecvent efectele sociale cauzate de răspândirea mijloacelor de comunicare, a geneticii sau  nanotehnologiei. Spre deosebire de cyberpunk-ul "clasic" personajele principale încearcă să îmbunătățească societatea, sau cel puțin să le protejeze de o viitoare degradare.
Aceasta este o listă de lucrări clasificate ca fiind cyberpunk, un sub-gen al științifico-fantasticului:

## Lucrări  tipărite

### Romane și nuvele
- O mie nouă sute optzeci și patru (Nineteen Eighty-Four, 1949) de George Orwell
- Visează androizii oi electrice? (Do Androids Dream of Electric Sheep?, 1968) Philip K. Dick
- True Names (1981) de Vernor Vinge[6]
- Ware Tetralogy (1982–2000) de Rudy Rucker[7][7]
- Neuromancer (1984) de William Gibson
- Dr. Adder (1984) de K. W. Jeter[8]
- Trilogia Sprawl (1984–1988) de William Gibson – a popularizat conceptul de cyberspațiu, care exemplifică genul.[8][8][8][9][10]
- Schismatrix (1985) de Bruce Sterling[11][12]
- Eclipse Trilogy (cunoscut și ca A Song Called Youth Trilogy) (1985–90) de John Shirley – include Eclipse (1985), Eclipse Penumbra (1988) și Eclipse Corona (1990)[7][11]
- Hardwired (1986) de Walter Jon Williams[12]
- Mindplayers (1987) de Pat Cadigan[11]
- The Glass Hammer (1987) de K. W. Jeter
- Voice of the Whirlwind (1987) de Walter Jon Williams[13]
- When Gravity Fails (1987) de George Alec Effinger – parte a seriei Marîd Audran de George Alec Effinger[14]
- Islands in the Net (1988) de Bruce Sterling[11]
- A Fire in the Sun (1989) de George Alec Effinger – parte a seriei Marîd Audran de George Alec Effinger
- Solip:System (1989) de Walter Jon Williams[15]
- My Cousin, My Gastroenterologist (1990) de Mark Leyner[necesită citare]
- The Exile Kiss (1991) de George Alec Effinger – parte a seriei Marîd Audran de George Alec Effinger
- Synners (1991) de Pat Cadigan[11]
- Snow Crash (1992) de Neal Stephenson
- The Bridge trilogy (1993–1999) de William Gibson[16][17][18]
- Heavy Weather (1994) de Bruce Sterling
- Trouble and Her Friends (1994) de Melissa Scott[19]
- Blade Runner 2: The Edge of Human, Blade Runner 3: Replicant Night, and Blade Runner 4: Eye and Talon (1995-2000) de K. W. Jeter [20]
- Era de diamant (The Diamond Age, 1996) de Neal Stephenson[necesită citare]
- Holy Fire (1996) de Bruce Sterling[necesită citare]
- Night Sky Mine (1997) de Melissa Scott[21]
- Noir (1998) de K. W. Jeter
- Tea from an Empty Cup (1998) de Pat Cadigan
- One of Us (1998) de Michael Marshall Smith[22]
- Altered Carbon (2002) de Richard Morgan[23]
- River of Gods (2004) de Ian McDonald[24]
- Accelerando (2005) de Charles Stross[25]
  - Glasshouse (2006)[26]
- Daemon (2006–2010) de Daniel Suarez
- The Mirrored Heavens (2008) de David J. Williams[27]
- Ready Player One (2011) de Ernest Cline[28][29]
- Bleeding Edge (2013) de Thomas Pynchon[30]
- Blackstar (2013–2015) de Josh Viola
- Cash Crash Jubilee (2015)[31] de Eli K.P. William
  - The Naked World (2017)[32]

### Povestiri, antologii
- Cyberpunk (1983) de Bruce Bethke
- Burning Chrome (1986) de William Gibson
- Mirrorshades: The Cyberpunk Anthology (1986) edited de Bruce Sterling[11][33]
- Patterns (1989) de Pat Cadigan
- Crystal Express (1989) de Bruce Sterling[11]
- Storming the Reality Studio: A Casebook of Cyberpunk & Postmodern Science Fiction (1992) edited de Larry McCaffery (conține atât ficțiune, cât și nonficțiune)[34]
- Hackers (1996) de Jack Dann & Gardner Dozois

### Romane grafice și benzi desenate
- The Incal (1981–1989) de Alejandro Jodorowsky
- Akira (1982–1990) de Katsuhiro Ōtomo[35]
- Black Magic (1983) de Masamune Shirow
- Ronin (1983–1984) de Frank Miller
- Appleseed (1985–1989) de Masamune Shirow
- Dominion (1986) de Masamune Shirow
- Ghost in the Shell (1989–1991) de Masamune Shirow
- Neuromancer (1989) de  Tom de Haven și Bruce Jensen[36]
- Battle Angel Alita (1990–1995) de Yukito Kishiro[35]
- Barb Wire (1994–1995) de Chris Warner
- Transmetropolitan (1997–2002) de Warren Ellis[37]
- Eden: It's an Endless World! (1998–2008) de Hiroki Endo
- Blame! (1998) de Tsutomu Nihei[38]
  - NOiSE (2001) – prequel to Blame!
  - Biomega (2007)
- Singularity 7 (2004) de Ben Templesmith[39]
- The Surrogates (2005) de Robert Venditti[40]
- Întreaga colecție Marvel's 2099 este un exemplu de gen cyberpunk în benzi desenate, în special Ghost Rider 2099 and Spider-Man 2099.
- Marvel's Machine Man Vol. 2
- Batman Beyond (comics)

### Reviste și jurnale
- Mondo 2000[41]
- Ctheory (1996–)[11]

## Lucrări audiovizuale

### Filme
Notă: majoritatea filmelor listate sunt legate de cyberpunk fie prin contextul narativ, fie prin contextul tematic. Filmele lansate înainte de 1984 ar trebui considerate ca precursoare ale genului.
- 964 Pinocchio (1991)
- 2036: Nexus Dawn (2017)
- 2048: Nowhere to Run (2017)
- A.I. Rising (2018)
- Alien (1979)
- Avanpost (2019)
- Escape from New York (1981)[42][43]
- Blade Runner (1982)[44]
- Burst City (1982)[45]
- Tron (1982)[46]
- Brainstorm (1983)[47]
- Videodrome (1983)[48]
- The Terminator (1984)
- RoboCop (1987)[49]
- Gunhed (1989)[50]
- Circuitry Man (1990)[51]
- Hardware (a.k.a. M.A.R.K. 13) (1990)[52]
- Megaville (1990)[53]
- Total Recall (1990)[54]
- Terminator 2: Judgment Day (1991)
- 964 Pinocchio (1991)[55]
- Until the End of the World (1991)[56]
- Freejack (1992)[57]
- The Lawnmower Man (1992)[58]
- Cyborg 2 (1993)[59]
- Demolition Man (1993)[60]
- Plughead Rewired: Circuitry Man II (1994)[61]
- Death Machine (1994)
- Hackers (1995)[62]
- Johnny Mnemonic (1995)[63]
- Judge Dredd (1995)[64]
- Strange Days (1995)[65]
- The Lawnmower Man 2: Beyond Cyberspace (1996)[66]
- Deathline (a.k.a. Redline) (1997)[67]
- The Fifth Element (1997)[68]
- Nirvana (1997)[69]
- Andromedia (1998)[70]
- Pi (1998)[71]
- Skyggen (a.k.a. Webmaster) (1998)[72]
- Dark City (1998)[73]
- eXistenZ (1999)[74]
- The Matrix (1999)[75]
- The Thirteenth Floor (1999)[76]
- I.K.U. (2000)[77]
- Avalon (2001)[78]
- Electric Dragon 80.000 V (2001)[79]
- Cypher (2002)[80]
- Dead or Alive: Final (2002)[81]
- Impostor (2002)[82]
- Resurrection of the Little Match Girl (2002)[83][84]
- All Tomorrow's Parties (2003)[85]
- Code 46 (2003)[86]
- The Matrix Reloaded (2003)[87]
- The Matrix Revolutions (2003)[88]
- Natural City (2003)[89]
- Paycheck (2003)[90]
- Avatar (a.k.a. Cyber Wars) (2004)[91]
- Immortal (2004)[92]
- I, Robot (2004)[93]
- Paranoia 1.0 (a.k.a. One Point 0) (2004)[94]
- Æon Flux (2005)[95]
- Ultraviolet (2006)[96]
- A Scanner Darkly (2006)[97]
- Chrysalis (2007)[98]
- Eden Log (2007)[99]
- The Gene Generation (2007)[100][101][102]
- Babylon A.D. (2008)[103][104]
- Sleep Dealer (2008)[105]
- Tokyo Gore Police (2008)[106]
- Hardwired (2009)[107][108]
- Surrogates (2009)[109]
- Repo Men (2010)[110]
- Tron: Legacy (2010)[62]
- Dredd (2012)[111][112][113][114][115]
- Elysium (2013)[116][117]
- The Zero Theorem (2013)[62]
- Automata (2014)[118]
- Transcendence (2014)[119]
- Chappie (2015)[120]
- Ex Machina (2015)[121]
- Logan (2017)
- Ghost in the Shell (2017)[122][123]
- Blade Runner 2049 (2017)
- Bleeding Steel (2017)
- Ready Player One (2018)[124][125]
- Upgrade (2018)
- Hotel Artemis (2018)
- Alita: Battle Angel (2019)
- Saaho (2019)

### Animații
- Megazone 23 (1985)[126]
- Neo Tokyo (1986)[127]
- Black Magic M-66 (1987)
- Bubblegum Crisis (1987)[128]
  - Bubblegum Crisis Tokyo 2040 (1998)[129]
- Akira (1988)[130][131]
- RoboCop: The Animated Series (1988)
- Dominion:
  - Dominion
  - New Dominion Tank Police (1993–1994)
  - Tank Police Team: Tank S.W.A.T. 01 (2006)
- Appleseed:
  - Appleseed (1988)
  - Appleseed (2004, film)
  - Appleseed Ex Machina (2007, film)
  - Appleseed XIII (2011)
  - Appleseed Alpha (2014, film)
- A.D. Police Files (1990)
- Cyber City Oedo 808 (1990)[132]
- Æon Flux (1991–1995)[133]
- Silent Möbius (1991–2003)[134]
- Genocyber (1993)[135]
- Macross Plus (1994)
- Armitage III (1995)
- Ghost in the Shell (Japan, animated):
  - Ghost in the Shell (1995, film)[136]
  - Ghost in the Shell 2: Innocence (2004, film)[137]
- Ghost in the Shell: Stand Alone Complex (S.A.C.):[138]
  - Ghost in the Shell: Stand Alone Complex (S.A.C.) (2002–2003)
  - Ghost in the Shell: S.A.C. 2nd GIG (2004–2005)
  - Ghost in the Shell: Stand Alone Complex - Solid State Society (2006, film)
- Ghost in the Shell: Arise:
  - Ghost in the Shell: Arise (2013–2015)
  - Ghost in the Shell: The New Movie (2016, film)
- RoboCop: Alpha Commando (1998–1999)
- Serial Experiments Lain (1998)[139]
- Gundress (1999)
- Batman Beyond (1999–2001)
- Metropolis (2001)[140]
- The Animatrix (2003)[141]
- Code Lyoko (2003–2007)
- Heat Guy J (2003)[142]
- Parasite Dolls (2003)[143]
- Texhnolyze (2003)[144]
- Wonderful Days (a.k.a. Sky Blue) (2003)[145][146]
- Burst Angel (2004)[147]
- Fragile Machine (2005)[148]
- Aachi & Ssipak (2006)[149]
- Ergo Proxy (2006)[150]
- Paprika (2006)[151]
- Renaissance (2006)[152]
- Dennō Coil (2007)[153]
- Vexille (2007)[154][155]
- Technotise: Edit & I (2009, Serbia)[156]
- Real Drive (2008)
- Mardock Scramble (2010)[157]
- Accel World (2012–2016)
- Psycho-Pass (2012)[158]
- Tron: Uprising (2012)

### Seriale TV și web
- World on a Wire (1973)[159]
- Overdrawn at the Memory Bank (1983)[160]
- Max Headroom: 20 Minutes into the Future (1985), film TV britanic
  - Max Headroom (1987),[161] serial de televiziune americane bazat pe filmul TV din Marea Britanie
- Wild Palms (1993)[162]
- TekWar (1994)[163]
- RoboCop: The Series (1994)
- VR.5 (1996)[necesită citare]
- Welcome to Paradox (1998)[164]
- The X-Files, două episoade scrise de William Gibson conțin și teme cyberpunk:
  - Kill Switch (1998)[165]
  - First Person Shooter (2000)[166][167]
- Harsh Realm (1999)[168]
- Total Recall 2070 (1999)[169]
- Dark Angel (2000–2002)[170]
- RoboCop: Prime Directives (2001)[171]
- Charlie Jade (2005)[172]
- Terminator: The Sarah Connor Chronicles (2008–2009)
- Power Rangers RPM (2009)
- Kamen Rider Dragon Knight (2009)
- Dollhouse (2009–2010)[173]
- Caprica (2010)
- Person of Interest (2011–2016)
- Continuum (2012–2015), are loc în prezent cu un protagonist care a călătorit în timp dinspre viitorul cyberpunk din 2077
- H+: The Digital Series (2012–)
- Almost Human (2013–2014)
- Die Gstettensaga: The Rise of Echsenfriedl (2014)
- Mr. Robot (2015–)
- Westworld (2016–)
- Incorporated (2016–2017)
- Altered Carbon (2018–)

### Sculpturi
Artiști
- Asher[174]

### Muzică
Artiști
- Angelspit[175]
- Buck-Tick[176]
- Clock DVA[177]
- Covenant[178]
- Deltron 3030
- Front Line Assembly[179]
- Haujobb[180]
- Headscan[181][182]
- Left Spine Down[183]
- Nine Inch Nails[184]
- Psydoll[185]
- Sigue Sigue Sputnik[186]
- Voivod[187]
- Yellow Magic Orchestra[188]
- Nero

Lansări
- Blade Runner de Vangelis[189]
- Cyberpunk de Billy Idol[190]
- Outside de David Bowie[191]
- Transverse City de Warren Zevon[192][193]
- Year Zero de Nine Inch Nails[194]
- 新しい日の誕生  de 2814[195]

### Jocuri video
- The Screamer (1985)[196]
- Imitation City (1987)[197]
- Megami Tensei series (1987–present)[198]
  - Digital Devil Story: Megami Tensei (1987)[199][200]
  - Devil Summoner: Soul Hackers (1997)[201]
  - Shin Megami Tensei: Digital Devil Saga (2004)[202]
  - Shin Megami Tensei IV (2013)[198]
- Metal Gear series (1987–present)
  - Metal Gear Solid (1998)[203]
  - Metal Gear Solid 2: Sons of Liberty (2001)[204]
  - Metal Gear Solid 4: Guns of the Patriots (2008)[198]
- Akira (1988)[198]
- Neuromancer (1988)[205]
- Snatcher (1988–1996)[206]
- Ruiner (2017)[207]
- Genocide (1989)[198]
- DreamWeb (1992)[208]
- Flashback (1992)[209]
- Gadget: Invention, Travel, & Adventure (1993)[210]
- Shadowrun series
  - Shadowrun (SNES) (1993)[211]
  - Shadowrun (Sega) (1994)[212]
  - Shadowrun (2007)[213][214]
  - Shadowrun Returns (2013) [215]
  - Shadowrun: Dragonfall (2014) [216]
  - Shadowrun Chronicles: Boston Lockdown (2015)
  - Shadowrun: Hong Kong (2015) [217]
- Syndicate series
  - Syndicate (1993)[218]
  - Syndicate Wars (1996)[219]
  - Syndicate (2012)[220]
- Beneath a Steel Sky (1994)[221]
- Burn:Cycle (1994)[222]
- Delta V (1994)[223]
- Hagane: The Final Conflict (1994)[198]
- Live A Live (1994)[198]
- Rise of the Robots (1994) [224][225]
- Policenauts (1994)[198]
- Appleseed series
  - Appleseed: Oracle of Prometheus (1994)
  - Appleseed EX (2004)
- System Shock series
  - System Shock (1994)[226]
  - System Shock 2 (1999)[227]
- CyberMage: Darklight Awakening (1995)[228]
- Johnny Mnemonic: The Interactive Action Movie (1995)[229]
- Einhänder (1996)[198]
- Osman (1996)[198]
- Blade Runner (1997)[230]
- Final Fantasy VII (1997)[231]
- Ghost in the Shell (1997)[198]
- Xenogears (1998)[232]
- Deus Ex series
  - Deus Ex (2000)[233]
  - Deus Ex: Invisible War (2003) [234]
  - Deus Ex: Human Revolution (2011) [235]
  - Deus Ex: The Fall (2013)[236]
  - Deus Ex: Mankind Divided (2016)
- Oni (2001)[237]
- Uplink (2001)[238][239]
- Breath of Fire: Dragon Quarter (2002)[240]
- .hack series
  - .hack//IMOQ (2002–2003)
  - .hack//G.U. (2006–2007)
  - .hack//Link (2010)
- Neocron (2002)[241]
- Enter the Matrix (2003)[242]
- Æon Flux (2005)
- Dystopia (2005)[243]
- System Rush (2005)[244]
- Mirror's Edge (2008)
- Halo 3: ODST (2009)
- Gemini Rue (2011)[245]
- Cypher (2012)[246]
- Remember Me (2013)[247]
- Watch Dogs series:
  - Watch Dogs (2014)[248]
  - Watch Dogs 2 (2016)
- 2064: Read Only Memories (2015)
- Technobabylon (2015)
- Dex (2015)[249]
- Call of Duty: Black Ops III (2015)[250]
- VA-11 HALL-A (2016)[251]
- Observer (2017)
- The Last Night (2018)[252]
- The Red Strings Club (2018)[253]
- Cyberpunk 2077 (TBA)

### Jocuri tabletop
- The Cyberpunk RPG (1988)
- Shadowrun (1989)
- GURPS Cyberpunk (1990)[254]
- Corporation (2009) [255]
- The Sprawl (2016).

## Lucrări nonfiction
- A Cyborg Manifesto (1991), de Donna Haraway
- Storming the Reality Studio: A Casebook of Cyberpunk & Postmodern Science Fiction (1992), editat de Larry McCaffery (conține atât ficțiune, cât și nonficțiune)[34]
- No Maps for These Territories (2000), film documentar despre William Gibson[256]

## Vezi și
- Istoria științifico-fantasticului